# フィジー時間
フィジー時間（フィジーじかん、Fiji Time - FJT）は、フィジー共和国で使用されている協定世界時 (UTC) を12時間進ませた標準時である(UTC+12)。
2021年以降、夏時間は採用されていない。

## IANA time zone database
IANA time zone databaseのzone.tabには、フィジーの標準時が1つ含まれている。
| 国コード | 座標        | TZ           | 注釈 | 協定世界時との差 | 夏時間 | 備考 |
| -------- | ----------- | ------------ | ---- | ---------------- | ------ | ---- |
| FJ       | −1808+17825 | Pacific/Fiji |      | +12:00           | +12:00 |      |